# كأس إسكتلندا 1974–75
كأس اسكتلندا 1974–75 (بالإنجليزية: 1974–75 Scottish Cup)‏ هو موسم من كأس اسكتلندا. فاز فيه نادي سلتيك.